# Kleinheubach

Schloss Löwenstein in Kleinheubach

Kleinheubach is een gemeente in de Duitse deelstaat Beieren, en maakt deel uit van het Landkreis Miltenberg.
Kleinheubach telt 3.727 inwoners.

## Geboren
- Adelheid van Löwenstein-Wertheim-Rosenberg (1831-1909), prinses en non
- Maria das Neves van Portugal (1852-1941), infante van Portugal
- Michaël van Bragança (1853-1927), hertog van Bragança en troonpretendent van Portugal
- Maria Theresia van Bragança (1855-1944), infante van Portugal en aartshertogin van Oostenrijk

Altenbuch ·
Amorbach ·
Bürgstadt ·
Collenberg ·
Dorfprozelten ·
Eichenbühl ·
Elsenfeld ·
Erlenbach a.Main ·
Eschau ·
Faulbach ·
Großheubach ·
Großwallstadt ·
Hausen ·
Kirchzell ·
Kleinheubach ·
Kleinwallstadt ·
Klingenberg a.Main ·
Laudenbach ·
Leidersbach ·
Miltenberg ·
Mömlingen ·
Mönchberg ·
Neunkirchen ·
Niedernberg ·
Obernburg a.Main ·
Röllbach ·
Rüdenau ·
Schneeberg ·
Stadtprozelten ·
Sulzbach a.Main ·
Weilbach ·
Wörth a.Main